# Nurkozha Kaipanov
Nurkozha Kaipanov (Petropavl, 21 giugno 1998) è un lottatore kazako, specializzato nella lotta libera.

## Biografia
Ai campionati mondiali di Nur-Sultan 2019 ha vinto la medaglia d'oro nel torneo dei 70 chilogrammi, perdendo in finale con il russo David Baev.

## Palmarès
| Anno | Manifestazione             | Sede        | Evento  | Risultato | Note |
| ---- | -------------------------- | ----------- | ------- | --------- | ---- |
| 2015 | Mondiali cadetti           | Sarajevo    | 69 kg   | 9º        |      |
| 2018 | Campionati asiatici junior | Nuova Delhi | 70 kg   | Bronzo    |      |
| 2018 | Mondiali junior            | Trnava      | 70 kg   | 9º        |      |
| 2019 | Campionati asiatici        | Xi'an       | 70 kg   | Oro       |      |
| 2019 | Mondiali                   | Nur-Sultan  | 70 kg   | Argento   |      |
| 2019 | Giochi mondiali militari   | Wuhan       | 74 kg   | Argento   |      |
| 2022 | Asiatici                   | Ulan Bator  | -74 kg. | Argento   |      |